# Žičnjak
Žičnjak (engl: tailpiece) je komponenta na mnogim žičanim instrumentima kojemu je osnovna zadaća da usidri jedan kraj žice na tijelu, s prijelazom preko mosta do mehanizma za dotezanje žica na drugom kraju instrumenta. 

## Funkcionalnost i konstrukcija
Žičnjak mora biti tako konstruiran da izdrži združenu napetost svih usidrenih žica na njemu, a njegovo fiksiranje za tijelo instrumenta za cijelu granu violina, ili viola uključujući i kontrabasove čini mali plastični [neaktivna poveznica], koji je pričvršćen pomoću fiksnog zatika (dugmeta) za tijelo. Originalni držač žičnjaka je izrađivan od životinjskog crijeva s vezanim čvorovima na kraju, dok današnji zbog lakšeg usklađivanja s mehanizmom za dotezanje žica izrađeni su od plastike, ili najlona. Obično sa stopicama od mesinga na krajevima.

Žičnjak se izrađuje od raznih materijala, ali najčešće od drveta. Za violine koristi se ebanovina, palisander, šimšir, a ponekad je izrađen i od specifičnog brazilskog drveta pernambuca. Za gudačke instrumente žičnjak je najčešće izrađen od metala. Osim spomenutog drveta i metala materijali za izgradnju su razni kompozitni materijali (armirana plastika).

Žičnjaci za violinu dostupni su u raznim oblicima, a zajedničko im je središnji uzdužni greben koji mu daje specifični izgled. Neki dizajni žičnjaka predvidjeli su na njemu ukrasne kitnjaste elemente, koji predstavljaju stilizirana figurativna djela.

Neki modeli električnih gitara imaju ugrađen žičnjak kao sastavni dio vibrato-sustava za gitaru, koji omogućava glazbeniku mijenjanje visine žica i stvaranje glazbenog efekta.

## Mandoline i slični instrumenti
Za mandoline, kao i mnoge druge žičane instrumente kao što su: tambure, bendžoi, buzuki, ili resonator gitare žičnjak je sastavna komponenta izrađena od metala i pričvrščena na kraju tijela. Često ovakvi modeli žičnjaka su opremljeni s metalnom zaštitnom pločom koja pokriva završetke žica.

Instrumentima poput portugalske gitare, balalajke, saza ili domre žice su odvojene od ruba, samo manjim zadnjakom direktno su usidrene izravno na okvir tijela instrumenta.

Na nekim modelima mandolina zadnji kraj žica dodatno je prekriven metalnom ukrasnom pločom, koja gledano s prednje strane kao da "pluta", ali u biti osim optičkog ugođaja nema drugu funkciju. 

## Lutnje i akustične gitare
Ako usporedimo lutnju i akustičnu gitaru vidjet ćemo da im je žičnjak integriran u tijelo instrumenta. Općenito, tijelo akustične gitare konstrukcijski je pojačano, tako da se uporabom čeličnih žica ugradio odgovarajući model žičnjaka.

Modeli gitara Archtop ne bi izdržali naprezanja čeličnih žica kad bi gornja ploča rezonantne kutije imala na sebi most i žičnjak. Zbog toga je u tom primjeru žičnjak dizajniran kao u mandoline.
- Lutnja
- Most s integriranim žičnjakom
- Žičnjak Archtop modela gitare

## Električne gitare
- Na modelima električnih gitara dizajniranim s čvrstim, punim tijelom, žičnjak je obično inegriran s mostom, a žice su usidrene u njegovoj blizini izravno na tijelo. Dok, spomenuti akustični, poluakustični instrumenti i mandoline, imaju nešto drugačije dizajniran model mosta i žičnjaka. Primjer tomu je Bigsby vibrato model.

- Električne gitare s vibrato (tremolo) sistemom, ili kao modeli Telecaster stil mosta, također na tijelu imaju ugrađen žičnjak. Kao i u većine vibrata sistema žica je provučena kroz tijelo, a stopice žica se ne vide. Svaka žica na sedlu zasebna je komponenta na mostu, i na žičnjaku. Tunel na tijelu gitare kroz koji se provlače žice sprječava klizanje/izvalčenje kuglastih stopica na krajevima žica usidrenih na žičnjaku.

- Modeli gitara s Tune-O-Matic modelom mosta dizajnirani su obično s "stopbar" završetakom žičnjaka. Žice su smještene na mostu koji je za tijelo gitare fiksiran na dvije točke. Druga vrsta modela je gdje žice prolaze kroz tijelo gitare (moderniji dizajn), i ova metoda provučenih "žica kroz tijelo" (engl:strings through body) po naputcima proizvođača garantira bolju izdržljivost i kvalitetu.

- U ovu grupu pripadaju rijetki slučajevi vibrato sustava koji koriste poluakustične gitare (kao model Bigsby vibrato na Archtop jazz gitari). Ovdje je žičnjak trapeznog oblika.

- Crtež presijeka Fenderova Jazzmaster tremola
- Tune-O-Matic most sa žičnjakom
- Tune-O-Matic most s provučenim žicama do žičnjaka
- Model Les Paul gitara s Bigsby-Vibrato mostom

## Vanjske poveznice
- "O violini na National Music Museum.com"  Arhivirana inačica izvorne stranice od 19. travnja 2012. (Wayback Machine)
- "Sve o žičnjaku - opisni sadržaj"
- "Žičnjak za gitaru od palisandera"